# St. Joseph (Annen)

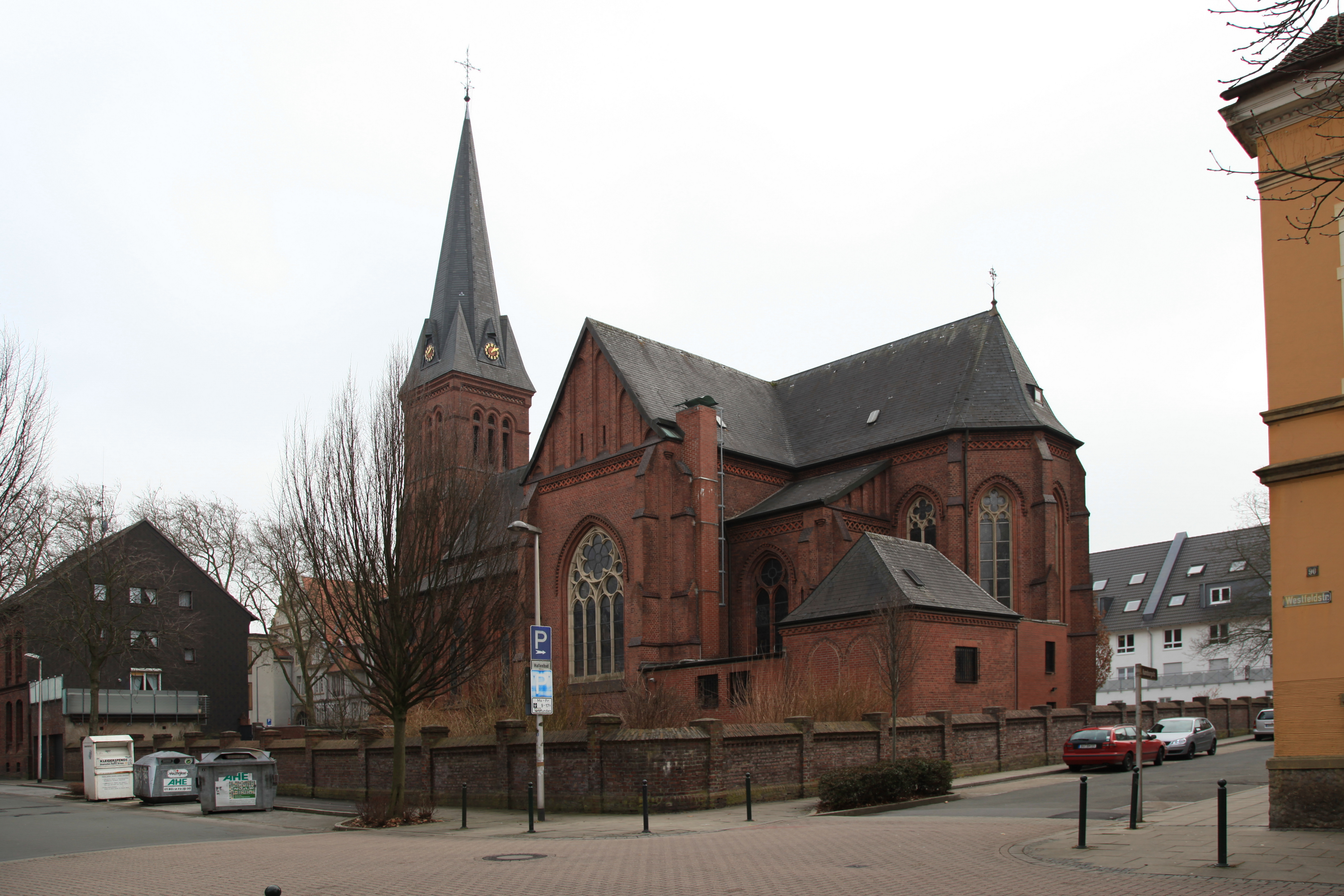
Annen, St. Joseph

Die römisch-katholische, denkmalgeschützte Pfarrkirche St. Joseph steht in Annen, einem Gemeindeteil der Stadt Witten im Ennepe-Ruhr-Kreis von Nordrhein-Westfalen. Die Kirchengemeinde gehört zum Pastoralverbund Witten-Ost im Dekanat Hagen-Witten des Erzbistums Paderborn.

## Beschreibung
Der neugotische Backsteinbau wurde 1880/81 nach einem Entwurf von Arnold Güldenpfennig errichtet und ist gleichermaßen eine Hallenkirche und eine Kreuzkirche. Sie besteht aus einem Kirchturm im Osten, einem Langhaus mit vier Jochen, einem Querschiff und einem Chor mit Fünfachtelschluss im Westen, deren Wände von Strebepfeilern gestützt werden, zwischen denen sich Maßwerkfenster befinden.
In den Jahren 1969 und 1970 wurden einige Fenster durch den Künstler Franz Wilhelm Griesenbrock neu gestaltet. Der Innenraum ist mit einem Kreuzrippengewölbe überspannt, das auf Pfeilern ruht. Die Ornamentmalereien der Bauzeit wurden 1987 wieder freigelegt. Einige ursprüngliche Glasmalereien haben sich erhalten.
Das erste Geläut erklang in es'-f'-g' und stammte aus der Glockengießerei Otto in Bremen-Hemelingen. Im Ersten Weltkrieg wurden die beiden großen Glocken beschlagnahmt. Als Ersatz kamen 1923 zwei Gussstahlglocken mit den Tönen cis' und e'. Die kleine Bronzeglocke wurde 1944 eingeschmolzen und 1953 eine dritte Gussstahlglocke in fis' bestellt. Die Gussstahlglocken wurden vom Bochumer Verein gegossen.